# トム・トラバーツ・ブルース
「トム・トラバーツ・ブルース」（原題：Tom Traubert's Blues (Four Sheets to the Wind in Copenhagen)）は、トム・ウェイツが1976年に発表したアルバム『スモール・チェンジ』の1曲目に収録された楽曲。

## 解説
1976年、ウェイツはデビュー以来初となるロンドン公演を行い、その頃にこの曲が作られた。サビの部分では、オーストラリアのポピュラーソング「ワルチング・マチルダ」の一節が引用されているが、ウェイツはインタビューにおいて、「ワルチング・マチルダ」は放浪の旅のメタファーであるという旨の発言をしている。ウェイツのピアノ弾き語りを中心とした演奏で、ストリングス・アレンジはジェリー・イェスターによる。
シングル・カットはされていないが、ウェイツの代表曲とされることも多い。ウェイツの評伝『トム・ウェイツ 酔いどれ天使の唄』『トム・ウェイツ 素面の、酔いどれ天使』の著者であるパトリック・ハンフリーズは「多くのファンがもっともウェイツらしいと思う曲」「時代を越えた名曲」と評し、トーマス・ワードはallmusic.comにおいて「疑いなくトム・ウェイツの最高傑作の一つ」と評した。
「トム・トラバーツ・ブルース」は、1996年に映画『バスキア』のサウンドトラックで使用され、また、日本ではテレビ・スペシャル・ドラマ『THE WAVE!』（2005年7月）、連続テレビドラマ『不毛地帯』（2009年）のエンディング・テーマに使用された。

## カヴァー

### ロッド・スチュワート・ヴァージョン
ロッド・スチュワートによるカヴァーは、1992年にシングルA面としてヨーロッパでリリースされた。このカヴァーを発案したのは、ワーナー・ブラザース・レコードの取締役であるロブ・ディッキンスで、スチュワートはディッキンスの演奏を聴いて、「この曲を録音しなければならない」と思ったという。カップリング曲は、1991年のアルバム『ヴァガボンド・ハート』収録曲「ノー・ホールディング・バック」と、1989年のシングル・ヒット曲「ダウンタウン・トレイン」の2曲。後者は、やはりトム・ウェイツのカヴァーである。なお、作者のトム・ウェイツは、後にロブ・ディッキンスに「誰にもカヴァーできない曲を書いたつもりだったんだけどな」と語っている。
本シングルは全英チャートで6位に達し、5週間に渡ってトップ10にランク・インした。「トム・トラバーツ・ブルース」は、1993年発売のコンピレーション・アルバム『リード・ヴォーカリスト』や、1996年発売のベスト・アルバム『ベスト・バラード・コレクション』にも収録された。
スチュワートは、1993年2月にMTVアンプラグドに出演した時もこの曲を歌い、その模様はライブ・アルバム『アンプラグド』（1993年）に収録された。

### 他のカヴァー
- ボン・ジョヴィ - 『ドライ・カウンティ+ライヴ・アット・カウント・ベイシー・シアター』（1994年）
- マリア・ジョアン&マリオ・ラジーニャ - 『アンダーカヴァーズ』（2003年）